# 今井彰
今井 彰 （いまい あきら、1956年 - ）は、元NHKエグゼクティブプロデューサー、作家。名古屋経済大学客員教授。大分県佐伯市出身。

## 来歴
1980年、NHK入局。1991年、NHKスペシャル「タイス少佐の証言」を制作、文化庁芸術作品賞を受賞。1994年、NHKスペシャル「埋もれたエイズ報告」を制作、日本ジャーナリスト会議本賞、放送文化基金奨励賞を受賞。同作は東京地方裁判所で検証物・証拠として上映された。2000年 - 2005年まで「プロジェクトX〜挑戦者たち〜」制作統括を務めた。2005年、NHKエグゼグティブプロデューサーとなる。
2009年4月、NHKを退局して作家として活動を始める。
2010年、処女小説『ガラスの巨塔』（幻冬舎）を上梓。同年11月、エッセイ『ゆれるあなたに贈る言葉　(小学館）を刊行。2011年、フジテレビ系JFN大賞「独裁者が生まれた町」を監修。同年、JFN「オンザウェイジャーナル　今井彰のヒューマンアイ」パーソナリティを務めた。
2012年、名古屋経済大学客員教授となる。同年4月から、BS11報道プレミアム「ジュピターの英雄」でキャスターを務める。
2013年6月、小説『赤い追跡者』（新潮社）を刊行。2018年9月、実在の人物をモデルにした小説　『光の人』を出版（文藝春秋）。　

## 受賞歴
- 文化庁芸術作品賞 （1991年、NHKスペシャル「タイス少佐の証言〜湾岸戦争45日間の記録〜」）[1]
- 日本ジャーナリスト会議本賞（NHKスペシャル「埋もれたエイズ報告」）[1]
- 放送文化基金奨励賞（NHKスペシャル「埋もれたエイズ報告」）[1]
- ギャラクシー賞 優秀賞（「シリーズ弁護士・中坊公平」）[3]
- 菊池寛賞（2000年「プロジェクトX」）[1]
- 橋田賞（2000年「プロジェクトX」）[1]
- 放送文化基金グループ部門賞（「プロジェクトX」）[4]
- ATP特別賞（「プロジェクトX」）[4]

## 著書
- 『プロジェクトX　リーダーたちの言葉』（文藝春秋）
- 『プロジェクトX　新・リーダーたちの言葉』（文藝春秋）
- 『野戦の指揮官・中坊公平』（日本放送出版協会）
- 『ガラスの巨塔』（幻冬舎）
- 『ゆれるあなたに贈る言葉』（小学館）
- 『赤い追跡者』（新潮社）
- 『光の人』 (文藝春秋)

## テレビ番組
- 「ジュピターの英雄」（キャスター　2012年4月- BS11）